# Roaix
Roaix è un comune francese di 658 abitanti situato nel dipartimento della Vaucluse della regione della Provenza-Alpi-Costa Azzurra.

## Storia

### Simboli
Lo stemma comunale si rifà al blasone della famiglia d'Inguimbert (d'azzurro, a quattro colonne d'oro, ordinate in fascia; al capo di rosso, caricato di due stelle d'argento).

## Società

### Evoluzione demografica
Abitanti censiti